# Mike Nichols
Mike Nichols (Berlin, Németország, 1931. november 6. – New York, 2014. november 19.) Oscar- és többszörös Tony-díjas német származású amerikai televízió-, színház- és filmrendező, forgatókönyvíró és filmproducer. Nichols az egyike annak a tizenhárom művésznek, aki elnyerte az Oscar-díjat, az Emmy-díjat, a Grammy-díjat és a Tony-díjat.

## Fiatalkora
Nichols eredeti neve Mihail Igor Peskovszkij (németesen Michail Igor Peschkowsky);  Berlinben született 1931-ben a német Brigitte Landauer (1906—1985) és a bécsi születésű orosz Pavel Nyikolajevics Peskovszkij (Paul Peschkowsky, 1900—1944) orvos fiaként. Apjának családja az 1917-es forradalom után hagyta el Oroszországot. Nyolcéves korában, 1939-ben zsidó szülei az Egyesült Államokba menekültek a náci rezsim elől. Nichols 1944-ben szerzett amerikai állampolgárságot, majd Manhattanbe járt általános iskolába.

## Pályafutása
Nichols filmkarrierje a Nem félünk a farkastól (Who's Afraid of Virginia Woolf?) című filmmel kezdődött 1966-ban, amit Oscar-díjra jelöltek. Majd a Diploma előtt (The Graduate) című filmjével elnyerte a legjobb rendező Oscar-díját. Emmy-díjat a Wit (2001) című filmjéért kapott, valamint az Angyalok Amerikában (Angels in America) című 2003-ban készült mini tévésorozatáért.
Nichols bloggerként rész vett a The Huffington Post szerkesztésében.
Nichols négy filmet forgatott Meryl Streeppel, kettőt Julia Roberts-szel, és négyet Jack Nicholsonnal.

## Magánélete
Nichols négyszer nősült. Első felesége Patricia Scott; 1957-től 1960-ig voltak házasok. Utána Margo Callas követte 1963 és 1974 között, Daisy Nichols néven lányuk született. Harmadik felesége Annabel Davis-Goff volt, tőle két gyermeke született, Max Nichols és Jenny Nichols. 1986-ban váltak el. Jelenlegi felesége Diane Sawyer, 1988 áprilisában házasodtak össze.

## Munkái

### Színház
- Barefoot in the Park (1963)
- Luv (1964)
- The Odd Couple (1965)
- The Apple Tree (1966)
- The Little Foxes (1967)
- Plaza Suite (1968)
- The Prisoner of Second Avenue (1971)
- Uncle Vanya (1973)
- Streamers' (1976)
- Comedian (1976)
- Annie (1977)
- Billy Bishop Goes to War (1980)
- Fools (1981)
- The Real Thing (1984)
- Hurlyburly' (1984)
- Whoopi Goldberg (1984)
- Social Security (1986)
- Death and the Maiden (1992)
- The Seagull (2001)
- Spamalot (2005)
- Country Girl (2008)

### Filmográfia
| Év   | Film                     | Oscar jelölések | Oscar győzelmek |
| ---- | ------------------------ | --------------- | --------------- |
| 1966 | Nem félünk a farkastól   | 13              | 5               |
| 1967 | Diploma előtt            | 7               | 1               |
| 1968 | Teach Me!                |                 |                 |
| 1970 | A 22-es csapdája         |                 |                 |
| 1971 | Testi kapcsolatok        | 1               |                 |
| 1973 | A delfin napja           | 2               |                 |
| 1975 | The Fortune              |                 |                 |
| 1980 | Gilda Live               |                 |                 |
| 1983 | Silkwood                 | 5               |                 |
| 1986 | Féltékenység             |                 |                 |
| 1988 | Biloxi Blues             |                 |                 |
| 1988 | Dolgozó lány             | 6               | 1               |
| 1990 | Képeslapok a szakadékból | 2               |                 |
| 1991 | Csak egy lövés           |                 |                 |
| 1994 | Farkas                   |                 |                 |
| 1996 | Madárfészek              | 1               |                 |
| 1998 | A nemzet színe-java      | 2               |                 |
| 2000 | A nőfaló ufó             |                 |                 |
| 2001 | Fekete angyal            |                 |                 |
| 2003 | Angyalok Amerikában      |                 |                 |
| 2004 | Közelebb                 | 2               |                 |
| 2007 | Charlie Wilson háborúja  | 1               |                 |

## Díjak és jelölések
Díjak
- 1961 Grammy Award for Best Comedy Album
- 1964 Tony Award for Best Director of a Play – Barefoot in the Park
- 1965 Tony Award for Best Direction of a Play – Luv and The Odd Couple
- 1968 Tony Award for Best Direction of a Play – Plaza Suite
- 1968 BAFTA Award for Best Director – The Graduate
- 1968 Academy Award for Best Director – The Graduate
- 1968 Golden Globe Award for Best Director – The Graduate
- 1972 Tony Award for Best Direction of a Play – The Prisoner of Second Avenue
- 1977 Tony Award for Best Musical – Annie
- 1977 Drama Desk Award for Outstanding Director of a Play – Comedians
- 1977 Drama Desk Award for Outstanding Musical – Annie
- 1984 Tony Award for Best Direction of a Play – The Real Thing
- 1984 Tony Award for Best Play – The Real Thing
- 1984 Drama Desk Award for Outstanding New Play – The Real Thing
- 2001 Emmy Award for Direction for a Miniseries, Movie or a Special – Wit
- 2001 Emmy Award for Outstanding Made for Television Movie – Wit
- 2003 Kennedy Center Honors
- 2004 Emmy Award for Direction - Miniseries/Movie – Angels in America
- 2004 Emmy Award for Outstanding Miniseries – Angels in America
- 2005 Tony Award for Best Direction of a Musical – Spamalot
- 2010 American Film Institute Lifetime Achievement Award

Jelölések
- 1967 Tony Award for Best Direction of a Musical – The Apple Tree
- 1967 Academy Award for Best Director – Who's Afraid of Virginia Woolf?
- 1967 Golden Globe Award for Best Director – Who's Afraid of Virginia Woolf?
- 1974 Tony Award for Best Direction of a Play – Uncle Vanya
- 1976 Drama Desk Award for Outstanding Director of a Play – Streamers
- 1977 Emmy Award for Outstanding Drama Series – Family
- 1977 Tony Award for Best Direction of a Play – Comedians
- 1978 Tony Award for Best Direction of a Play – The Gin Game
- 1978 Tony Award for Best Play – The Gin Game
- 1978 Drama Desk Award for Outstanding Director of a Play – The Gin Game
- 1978 Drama Desk Award for Outstanding New Play – The Gin Game
- 1982 Drama Desk Award for Outstanding New Play – Grown Ups
- 1984 Academy Award for Best Director – Silkwood
- 1984 Golden Globe Award for Best Director – Silkwood"
- 1984 Drama Desk Award for Outstanding Director of a Play – The Real Thing
- 1985 Tony Award for Best Play – Hurlyburly
- 1989 Academy Award for Best Director – Working Girl"
- 1989 Golden Globe Award for Best Director – Working Girl
- 1994 Academy Award for Best Picture – The Remains of the Day
- 2001 Emmy Award for Outstanding Writing - Miniseries/Movie – Wit
- 2003 Tony Award for Best Special Theatrical Event – The Play What I Wrote
- 2003 Drama Desk Award for Unique Theatrical Experience – The Play What I Wrote
- 2005 Tony Award for Best Special Theatrical Event – Whoopi
- 2005 Golden Globe Award for Best Director – Closer"
- 2005 Drama Desk Award for Outstanding Director of a Musical – Spamalot